# Khary Payton
Khary Payton (Augusta, 16 maggio 1972) è un attore e doppiatore statunitense.

## Biografia
Noto per le sue interpretazioni vocali in cartoni animati, ha doppiato Cyborg in Teen Titans, Aqualad in Young Justice, Ripcord in G.I. Joe: Renegades e Grimlock in Transformers: Robots in Disguise. Nella serie animata Justice League, Payton ha prestato la voce al cattivo Ten. Inoltre ha prestato la voce ai videogiochi Marvel: La Grande Alleanza e Metal Gear Solid 4: Guns of the Patriots.
Come attore ha preso parte a numerose serie televisive in veste di guest star. Nel 2011 ha interpretato il ruolo ricorrente del dottore Terrell Jackson nella soap opera General Hospital. Nel 2016 è stato scelto per interpretare Re Ezekiel a partire dalla settima stagione della serie televisiva The Walking Dead.

## Filmografia

### Attore

#### Cinema
- Dracula II: Ascension, regia di Patrick Lussier (2003)
- Latter Days - Inguaribili romantici (Latter Days), regia di C. Jay Cox (2003)
- Hellraiser: Hellworld, regia di Rick Bota (2005)
- 301 - La leggenda di Maximus il fichissimo (The Legend of Awesomest Maximus), regia di Jeff Kanew (2011)
- The Last Push, regia di Eric Hayden (2012)
- Pokémon: Detective Pikachu, regia di Rob Letterman (2019)

#### Televisione
- Walker Texas Ranger – serie TV, episodio 9x15 (2001)
- JAG - Avvocati in divisa (JAG) – serie TV, episodio 9x03 (2003)
- The Shield – serie TV, episodio 3x08 (2004)
- Emily's Reasons Why Not – serie TV, 6 episodi (2006-2008)
- Hannah Montana – serie TV, episodio 1x15 (2006)
- How I Met Your Mother – serie TV, episodio 4x10 (2008)
- Medium – serie TV, episodio 6x05 (2009)
- Criminal Minds – serie TV, episodio 5x10 (2009)
- I'm in the Band – serie TV, episodio 1x10 (2010)
- Lie to Me – serie TV, episodio 2x14 (2010)
- CSI: Miami – serie TV, episodio 9x04 (2010)
- General Hospital – serial TV, 24 puntate (2011)
- Fairly Legal – serie TV, episodio 2x09 (2012)
- Go On – serie TV, episodio 1x01 (2012)
- Body of Proof – serie TV, episodio 3x12 (2013)
- The Walking Dead – serie TV, 48 episodi (2016-2022)

### Doppiatore
- Teen Titans – serie animata, 63 episodi (2003-2006)
- Justice League – serie animata, episodi 2x21-2x22 (2003)
- Marvel: La Grande Alleanza (Marvel: Ultimate Alliance) – videogioco, (2006)
- Metal Gear Solid 4: Guns of the Patriots – videogioco, (2008) – Drebin 893
- Young Justice – serie animata, (2010-2022)
- G.I. Joe: Renegades – serie animata, 7 episodi (2010-2011)
- Teen Titans Go!  – serie animata (2013-in corso)
- Ben 10: Omniverse – serie animata, 4 episodi (2014)
- Transformers: Robots in Disguise  – serie animata, 69 episodi (2015-2017)
- The Lion Guard – serie animata, 22 episodi (2016-2018)
- Teen Titans Go! Vs. Teen Titans – film direct-to video, (2019)
- Big Hero 6 - La serie (Big Hero 6: The Series) – serie animata, (2017-2021)
- Kingdom Hearts III – videogioco, (2018)
- Teen Titans Go! - Il film (Teen Titans Go! to the Movies), regia di Aaron Horvath e Peter Rida Michail (2018)
- American Dad! – serie animata, episodio 14x06 (2019)
- Invincible – serie animata, 8 episodi (2021)
- Super Mario Bros. - Il film (The Super Mario Bros. Movie), regia di Aaron Horvath e Michael Jelenic (2023)
- Otis Flannegan, Killer Croc e Martin Joseph in Batman: Arkham Shadow (2024)[1]

## Doppiatori italiani
Nelle versioni in italiano delle opere in cui ha recitato, Khary Payton è stato doppiato da:
- Gianfranco Miranda in Dracula II: Ascension, I'm in the Band, Body of Proof
- Christian Iansante in The Shield
- Edoardo Stoppacciaro in Criminal Minds
- Alessandro Ballico in CSI: Miami
- Nanni Baldini in 301 - La leggenda di Maximus il fichissimo
- Roberto Draghetti in Fairly Legal
- Massimo Bitossi in The Walking Dead
- Fabio Boccanera in The Walking Dead (ep. 11x01)

Da doppiatore è sostituito da:
- Luigi Ferraro in Teen Titans Go! (st. 3+), Teen Titans Go! Il film, Teen Titans Go! Vs. Teen Titans
- Roberto Draghetti in Teen Titans
- Edoardo Stoppacciaro in Young Justice
- Alessandro Conte in Starhawk
- Mino Caprio in Teen Titans Go! (st. 1-2)
- Francesco Rizzi in Injustice 2
- Sergio Romanò in Transformers: Robots in Disguise
- Edoardo Siravo in The Lion Guard
- Francesco De Francesco in Super Mario Bros.- Il film
- Giorgio Bonino ne La leggenda di Vox Machina
- Massimo Di Benedetto in Batman: Arkham Shadow